# 橋本政実

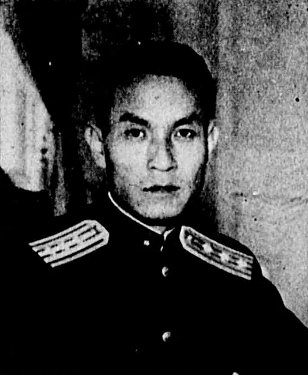
橋本政実

橋本 政実（はしもと まさみ、1902年（明治35年）1月2日 - 1962年（昭和37年）2月20日）は、日本の内務・警察官僚。官選県知事。旧姓・坂井。

## 経歴
長崎県出身。橋本家の養子となる。第八高等学校を卒業。1924年11月、高等試験行政科試験に合格。1925年、東京帝国大学法学部法律学科（独法）を卒業し東京市事務員となる。1926年、内務省に転じ東京府属となる。
以後、高知県書記官・警察部長、情報局情報官・第四部長などを歴任。1944年7月、岐阜県知事に就任。1945年4月に茨城県知事に転じ、終戦を迎えた。同年8月、内務省警保局長に就任。同年10月、公職追放となり退官した。
その後、1952年1月、大阪市助役に就任し、3期務めた。